# Liv Kristine
Liv Kristine, pseudonimo di Liv Kristine Espenæs Krull (Stavanger, 14 febbraio 1976), è una cantante norvegese di musica heavy metal, nota come ex cantante dei Theatre of Tragedy e poi leader dei Leaves' Eyes, ha anche una carriera da solista, e fa inoltre parte del trio The Sirens insieme alle altre due storiche cantanti nel genere metal gotico doom sinfonico Kari Rueslåtten e Anneke van Giersbergen.

## Biografia
Nasce a Stavanger, in Norvegia. I genitori sono grandi ascoltatori di band heavy metal tipo Black Sabbath e proprio i gusti musicali dei genitori la influenzano fin da bambina, sebbene Liv citi come suoi idoli principali Kate Bush e Madonna.

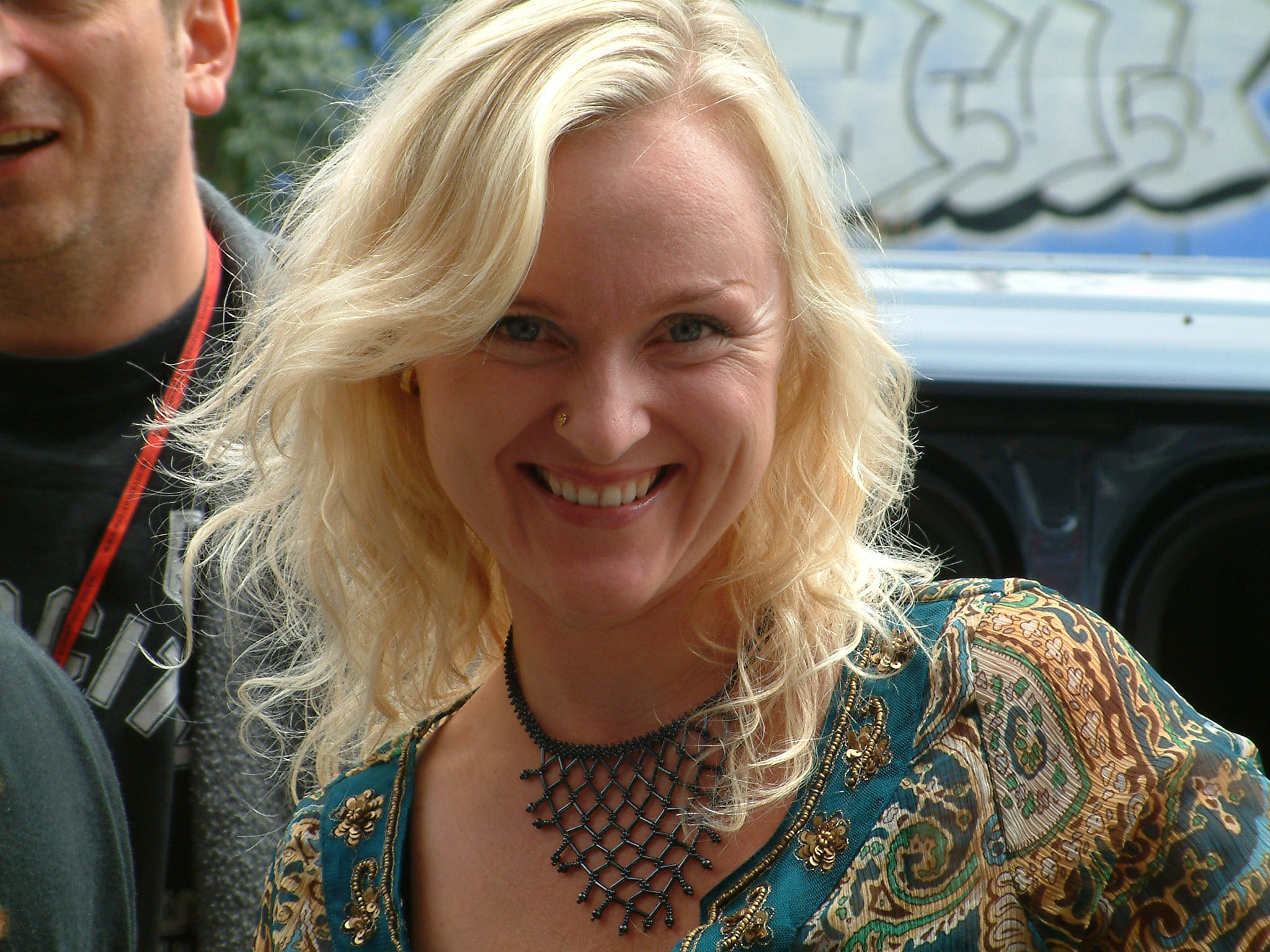
Liv Kristine

A 10 anni comincia a cantare nel coro della sua città e a 17, dopo aver anche imparato a suonare il piano da autodidatta, entra nei Theatre of Tragedy, con cui raggiunge il successo mondiale pochi anni dopo.
Si unì a i Theatre of Tragedy come cantante di riserva ma iniziò presto a condividere le parti di canto con Raymond Rohonyi, cantante dei Theatre of Tragedy.
Il 3 luglio 2003 ha sposato Alexander Krull, cantante del gruppo tedesco Atrocity e nel dicembre dello stesso anno ha dato alla luce il piccolo Leon Alexander.
Nel 2002 venne licenziata dai Theatre of Tragedy, ma non prima di aver formato un nuovo gruppo: i Leaves' Eyes, con alcuni musicisti degli Atrocity tra cui il marito Alex Krull, incidendo con loro sei album e cinque EP.
Il 16 aprile 2016 dalla sua pagina Facebook ufficiale ha annunciato la fine del suo sodalizio col suddetto gruppo, sostituita dalla cantante finlandese Elina Siirala.
Ha inoltre pubblicato 5 album solisti decisamente più pop e sentimentali, ovvero "Deus Ex machina" (1998), "Enter My Religion" (2006), "Skintight" (2010), "Libertine" (2012) e "Vervain" (2014).
Ha un registro vocale da soprano d'agilità che usa per cantare parti classiche o da pop/contemporaneo.
Nonostante la sua principale ambizione fosse insegnare musica a scopo educativo negli asili nido, Liv si impegna sempre più nel campo della musica metal collaborando con Atrocity, Delain, Cradle of Filth solo per citarne alcuni.
Sua sorella minore, Carmen Elise Espenæs, è la cantante del gruppo nord folk metal tedesco Midnattsol, di cui anche Liv è entrata a far parte dall'inverno 2017.

## Discografia

### Con i Theatre of Tragedy
Album in studio
- 1995 – Theatre of Tragedy
- 1996 – Velvet Darkness They Fear
- 1998 – Aégis
- 2000 – Musique
- 2002 – Assembly

Album dal vivo
- 2001 – Closure: Live

Demo
- 1994 – Theatre of Tragedy

EP
- 1997 – A Rose for the Dead

Raccolte
- 2001 – Inperspective (EP)
- 2003 – Two Originals

### Con i Leaves' Eyes
Album in studio
- 2004 – Lovelorn
- 2005 – Vinland Saga
- 2009 – Njord
- 2011 – Meredead
- 2013 - Symphonies of the Night
- 2015 - King of Kings

Album dal vivo

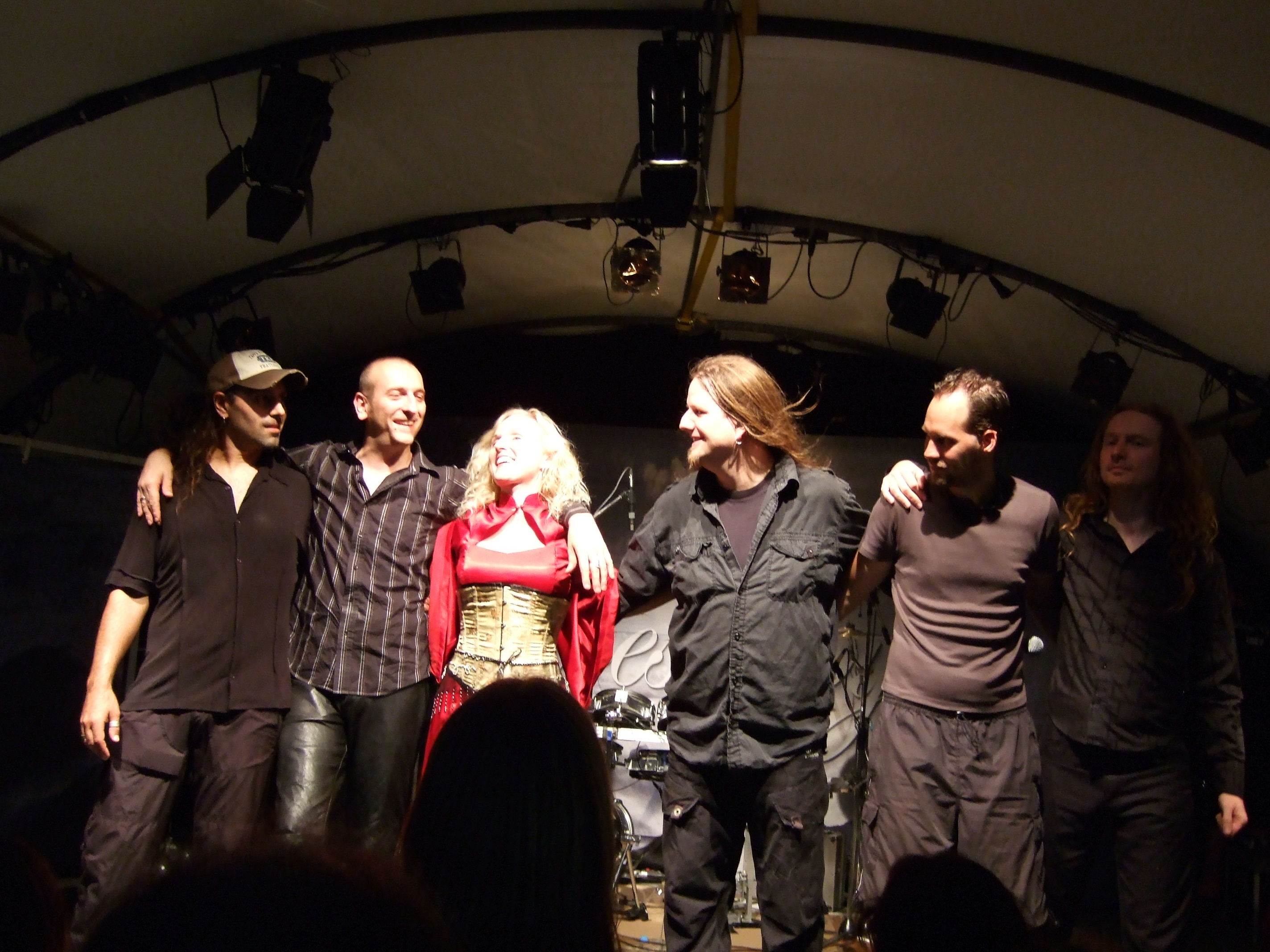
I Leaves' Eyes nel 2007.

- 2009 - We Came With The Northern Winds - En Saga I Belgia

EP
- 2005 - Elegy
- 2006 – Legend Land
- 2009 - My Destiny
- 2010 - At Heaven's End
- 2011 - Melusine

Singoli
- 2004 – Into Your Light
- 2015 - The Waking Eye / Halvdan The Black

### Con I Midnattsol
Album in studio
- 2018 - The Aftermath

### Da solista
Album in studio
- 1998 – Deus Ex machina
- 2006 – Enter My Religion
- 2010 – Skintight
- 2012 – Libertine
- 2014 – Vervain

Singoli
- 1998 – 3am
- 1998 – Take Good Care
- 1999 - One Love
- 2005 - Fake A Smile
- 2006 - Over the Moon
- 2006 - Trapped in Your Labyrinth
- 2010 - Skintight

### Collaborazioni
Liv Kristine ha collaborato anche ad album di Atrocity, Cradle of Filth (Nymphetamine, dove canta nel brano omonimo), Das Ich, Genius, Tanzwut, Lux In Tenebris, Akoma, Heavenwood, Hortus Animae, Immortal Rites, Savn, Umbra et Imago, WeltenBrand, Orden Ogan e all'album di debutto Lucidity dei Delain.